# Красномацька сільська рада
Краснома́цька сільська́ ра́да — адміністративно-територіальна одиниця та орган місцевого самоврядування в Бахчисарайському районі Автономної Республіки Крим. Адміністративний центр — село Красний Мак.

## Загальні відомості
- Населення ради: 4 591 особа (станом на 2001 рік)

## Населені пункти
Сільській раді були підпорядковані населені пункти:
- с. Красний Мак
- с. Залісне
- с. Ходжа Сала
- с. Холмівка

## Склад ради
Рада складалася з 20 депутатів та голови.
- Голова ради: Львова Світлана Миколаївна

### Керівний склад попередніх скликань
| Прізвище, ім'я, по батькові | Основні відомості                                                                       | Дата обрання | Дата звільнення |
| --------------------------- | --------------------------------------------------------------------------------------- | ------------ | --------------- |
| Львова Світлана Миколаївна  | Сільський голова, 1967 року народження, освіта середня спеціальна, позапартійна         | 26.03.2006   | 31.10.2010      |
| Львова Світлана Миколаївна  | Сільський голова, 1967 року народження, освіта середня спеціальна, член Партії регіонів | 31.10.2010   |                 |

Примітка: таблиця складена за даними сайту Верховної Ради України

### Депутати
За результатами місцевих виборів 2010 року депутатами ради стали:

#### За суб'єктами висування
| Суб'єкт висування                        | Кількість обраних депутатів | %  |
| ---------------------------------------- | --------------------------- | -- |
| Самовисування                            | 15                          | 75 |
| Комуністична партія України              | 4                           | 20 |
| Прогресивна соціалістична партія України | 1                           | 5  |

#### За округами
| № округу                                 | Прізвище, ім'я, по батькові   | Дата визнання обраним | Освіта             | Партійна приналежність                          | Відомості про обраного депутата                        |
| ---------------------------------------- | ----------------------------- | --------------------- | ------------------ | ----------------------------------------------- | ------------------------------------------------------ |
| Комуністична партія України              |                               |                       |                    |                                                 |                                                        |
| 6                                        | Данченко Марія Василівна      | 02.11.2010            | середня спеціальна | позапартійна                                    | Красномацька сільська рада, секретар                   |
| 7                                        | Шепко Валентина Генадіївна    | 02.11.2010            | середня спеціальна | позапартійна                                    | пенсіонер                                              |
| 8                                        | Марчук Діна Петрівна          | 02.11.2010            | середня            | член Комуністичної партії України               | пенсіонер                                              |
| 16                                       | Жилінський Олег Васильович    | 02.11.2010            | середня спеціальна | позапартійний                                   | Придніпровська залізниця, начальник відділення ВОХР    |
| Прогресивна соціалістична партія України |                               |                       |                    |                                                 |                                                        |
| 18                                       | Лєшкевич Андрій Володимирович | 02.11.2010            | вища               | член Прогресивної соціалістичної партії України | ВАТ «Сієста», торговий представник                     |
| Самовисування                            |                               |                       |                    |                                                 |                                                        |
| 1                                        | Вахітов Рефат Рустемович      | 02.11.2010            | вища               | позапартійний                                   | ООО «Експерт технології», директор                     |
| 2                                        | Бражнікова Оксана Миколаївна  | 02.11.2010            | середня            | член Партії регіонів                            | приватний підприємець                                  |
| 3                                        | Нікіфорова Вікторівна Ірина   | 02.11.2010            | вища               | позапартійна                                    | держадміністрація м. Севастополя, заступник начальника |
| 4                                        | Макар Парфеній Лукович        | 02.11.2010            | середня            | член Партії регіонів                            | приватний підприємець                                  |
| 5                                        | Аппазов Сабрі Решатович       | 02.11.2010            | вища               | позапартійний                                   | тимчасово не працює                                    |
| 9                                        | Колбецька Наталя Миколаївна   | 02.11.2010            | середня спеціальна | позапартійна                                    | Красномацька сільська рада, головний бухгалтер         |
| 10                                       | Бук Лідія Артурівна           | 02.11.2010            | вища               | позапартійна                                    | пенсіонер                                              |
| 11                                       | Муслядінов Айдер Ридванович   | 02.11.2010            | середня            | позапартійний                                   | тимчасово не працює                                    |
| 12                                       | Кошель Анатолій Арсентійович  | 02.11.2010            | вища               | позапартійний                                   | пенсіонер                                              |
| 13                                       | Джемілов Нариман Решатович    | 02.11.2010            | середня спеціальна | позапартійний                                   | пенсіонер                                              |
| 14                                       | Бульба Микола Петрович        | 02.11.2010            | вища               | член Партії регіонів                            | Холмівська загальноосвітня школа, вчитель              |
| 15                                       | Шивринська Людмила Михайлівна | 02.11.2010            | вища               | член Партії регіонів                            | пенсіонер                                              |
| 17                                       | Люманов Едем Сейдаметович     | 02.11.2010            | середня            | позапартійний                                   | тимчасово не працює                                    |
| 19                                       | Жилінська Тетяна Василівна    | 02.11.2010            | середня спеціальна | позапартійна                                    | відділення зв язку с. Холмівка, начальник              |
| 20                                       | Купа Ельдар Абдурашитович     | 02.11.2010            | середня            | позапартійний                                   | ПП"Магістраль ЮГ", водій                               |